# Сисерть (місто)
Сисе́рть (рос. Сысерть) — місто, центр Сисертського міського округу Свердловської області.

## Географія
Місто розташоване на річці Сисерть, за 50 км від Єкатеринбурга. Поруч з містом проходить ділянка траси М5 «Урал» від Єкатеринбургу до Челябінську. Залізнична станція Турбінна (виключно вантажний рух) пов'язана залізничною гілкою виробничого призначення зі станцією Сисерть напрямку Єкатеринбург-Верхній Уфалей-Челябінськ.

## Історія
Виникло 1732 року як поселення при відкритому за наказом В. де Генніна залізоробному заводі на річці Сисерть. 1758 році завод був проданий О. Ф. Турчанинову. Під час повстання Пугачова завод зміг відбитися від нападу загону Івана Білобородова.
У Сисерті 1879 року народився російський письменник Бажов Павло Петрович.

## Населення
Населення — 20465 осіб (2010, 22152 у 2002).